# Jessica Hecht
Jessica Anne Hecht (Princeton, Nueva Jersey; 28 de junio de 1965) es una actriz estadounidense.

## Primeros años
Hecht nació en Princeton Nueva Jersey, hija de Lenore, una psicoterapeuta, y Richard Hecht, un físico. Se graduó en 1987 de la Universidad de Nueva York en la Escuela de Artes, obteniendo un Bachillerato de Bellas Artes en Teatro.

## Carrera
Ha hecho apariciones en programas de televisión como ER, Seinfeld, Once Again, Law & Order, Breaking Bad y The Good Wife; y en películas como Sideways, Anarchy TV, Kicking and Screaming y Starting Out in the Evening. Hecht es quizás más conocida por su papel recurrente en Friends como Susan Bunch, la pareja de la exesposa de Ross Geller, Carol Willick. También apareció como miembro en la sitcom de Jonathan Silverman The Single Guy. Recientemente, tuvo un papel como Amy Burns en la comedia de 2007 Dan in Real Life, coprotagonizando con Steve Carrell y Juliette Binoche, y también en Whatever Works de 2009 dirigida por Woody Allen. También tiene un papel recurrente como Gretchen Schwartz en la serie dramática Breaking Bad.
En cuanto a su carrera teatral, ha intervenido en los montajes de  After the Fall (2004), Brighton Beach Memoirs (2009) con Laurie Metcalf y A View From The Bridge con Scarlett Johansson (2010) y Harvey (2012), todas ellas en Broadway. 
Recientemente tuvo una participación estelar en la miniserie de Netflix "Special", en la que encarna a una sobreprotectora madre soltera llegada a los 50 con un hijo homosexual y con leve parálisis cerebral que decide independizarse.
Ha estado casada con Adam Bernstein, un director de cine de Estados Unidos, desde 1995. Tienen dos hijos, Stella y Carlo Bernstein.